# Eberhard Rebling
Eberhard Rebling (Berlijn, 4 december 1911 - Königs Wusterhausen, 2 augustus 2008) was een Duits musicoloog.

## Levensloop
Rebling stamde uit een Pruisische officiersfamilie. De enige muziek waarvoor zijn vader zich interesseerde waren militaire marsen, maar deze weigerde Eberhard zijn leven lang te spelen. In 1929 won hij als pianist een eerste prijs bij het "Interpretenwettbewerb des Deutschen Künstlerverbandes". Hij studeerde aan de Friedrich-Wilhelms-Universität in Berlijn muziekgeschiedenis, Duits en filosofie. In 1935 promoveerde hij op het proefschrift Die soziologischen Grundlagen der Stilwandlung der Musik in Deutschland um die Mitte des 18. Jahrhundert. 
Hij verkeerde in linkse kringen en schreef in 1934 voor de verboden Kommunistische Partei Deutschlands een rapport over de situatie van het muzikale en culturele leven in Duitsland. Na zijn promotie bleef hij nog zo lang in Duitsland tot hij zijn schulden, die hij voor zijn promotie had gemaakt, afbetaald had. In 1936 vertrok hij met twee koffers, een typemachine en 10 mark naar Nederland, waar hij zich onder de naam 'Jean Jaques Bos' in Den Haag vestigde. Hier verdiende hij zijn geld als pianist, muziekleraar en met voordrachten. Spoedig maakte hij ook naam als recensent. In 1937 leerde hij Lien Brilleslijper kennen, beter bekend onder het pseudoniem Lin Jaldati. Zij maakte carrière met het zingen van Jiddische liederen, waarbij Eberhard haar vanaf 1938 begeleidde. Na de Duitse inval in Nederland mochten ze niet meer samen optreden.
Toen Rebling voor de Wehrmacht werd opgeroepen huurden de gezusters Brilleslijper een huis en een vakantiewoning in Bergen en doken daar met beide gezinnen en hun ouders onder. Ze moesten er echter weg omdat de Duitsers in het kustgebied de Atlantik Wall gingen aanleggen. Vanaf februari 1943 huurden ze een vrijstaand huis in Huizen, waar ze onderdak boden aan Joodse onderduikers. In 1944 werden ze verraden waarna de meeste onderduikers werden opgepakt. Rebling kon ontkomen. Lien werd in Bergen-Belsen geïnterneerd, waar zij en haar zuster Janny als enigen uit de familie Brilleslijper de oorlog overleefden.
Na de oorlog werd Rebling lid van de Communistische Partij van Nederland, waarvan Lien al langer lid was. Samen met hun dochters Kathinka en Jalda ondernamen ze tournees door Europa en Azië. In 1952 vestigden zij zich in Oost-Berlijn, waar Rebling hoofdredacteur van het tijdschrift Musik und Gesellschaft werd, en vanaf 1959 rector van de Hochschule für Musik Hanns Eisler Berlin. In 1960 werd hij lid van de SED en in 1963 werd hij verkozen in de Volkskammer.
Op 11 maart 2007 ontving Rebling, na lang aarzelen zijnerzijds - pas nu hij nog de enige overlevende was kon hij die eer aanvaarden, vond hij - de Yad Vashem-onderscheiding uit handen van de Israëlische consul in Berlijn.
Rebling overleed op 96-jarige leeftijd aan de gevolgen van een dubbele longontsteking.

## 't Hooge Nest
Rebling beschreef samen met zijn vrouw de onderduikperiode in Huizen in Sag nie, du gehst den letzten Weg (1986). Roxane van Iperen schreef over dezelfde periode de bestseller 't Hooge Nest (2018), waarbij ze, volgens journaliste Annemieke Hendriks, sterk leunde op het boek van Rebling en Jaldati, en de rol van Rebling wegwiste. In mei 2024 verscheen de Nederlandse vertaling van Sag nie, du gehst den letzten Weg van de hand van Johan Meijer, Diete Oudesluijs, Rimco Spanjer en Sander Stotijn onder de titel Lied van verzet.